# Oostenrijkse parlementsverkiezingen 2008
De verkiezingen van de Nationalrat, het parlement van Oostenrijk, werden gehouden op 28 september 2008.
Nieuwe verkiezingen waren noodzakelijk na de val van de regering-Gusenbauer. Deze regering kwam pas in januari 2007 aan de macht, na de verkiezingen van 2006 en de daaropvolgende moeizame formatie met de ÖVP. Vice-kanselier Wilhelm Molterer trok op 7 juli zijn partij uit de regering vanwege de onenigheid tussen conservatieven en sociaaldemocraten over de EU-politiek van de regering. Hij had geen vertrouwen meer in de ‘grote coalitie’ van conservatieven en sociaaldemocraten. „Het is genoeg”, zo verklaarde Molterer volgens Oostenrijkse media. Hij zei te zullen aandringen op vervroegde verkiezingen. De sociaaldemocraten gingen kort hierna akkoord om vervroegde verkiezingen te organiseren. Parlementsvoorzitter Barbara Prammer (SPÖ) bevestigde dat haar partij een parlementair initiatief om nieuwe verkiezingen te organiseren zou steunen.
De verhouding tussen beide coalitiepartijen was al sinds het aantreden van de regering al slecht. Ze moesten dan ook noodgedwongen samen gaan regeren, omdat er geen andere regeringsmogelijkheid was. Gusenbauer kwam in juli 2008 met een pleidooi voor een referendum over een eventuele gewijzigde vorm van het Verdrag van Lissabon. Dit leidde bij de ÖVP tot grote verontwaardiging. Ook ruzieden de partijen onder andere over een parlementaire enquête naar de ontvoering van Natascha Kampusch, het meisje dat acht jaar in een Weense kelder gevangen zat. De ÖVP voelde niets voor zo’n enquête, omdat die vooral schadelijk zou kunnen zijn voor haar minister van Binnenlandse Zaken.
In juni 2008 werd Gusenbauer niet herkozen als partijleider van de sociaaldemocraten, en werd de minister van Verkeer Werner Faymann zijn opvolger. Dit liet zien dat er sprake is van spanning binnen de partij.
In september 2008 werden tientallen wetsvoorstellen ingediend door alle vijf de fracties uit het parlement tijdens een bijzondere zitting, waardoor de burger zal kunnen genieten van toelages die tot in de miljarden oplopen. Tussen de voorstellen zit onder meer de halvering van de meerwaardebelasting voor levensmiddelen en geneesmiddelen, de verbetering van het onderhoudsgeld, een verlenging van de tot nu toe geldende regeling voor zware arbeid bij de renteverzekering en een extra gezinsfonds. Daarenboven zullen de studiekosten afgeschaft worden. De belangrijkste voorstellen werden door de sociaaldemocraten ingediend, die daarmee een deel van hun verkiezingsbeloftes van (toevallig net) voor de vorige parlementsverkiezingen willen inlossen voor deze nieuwe verkiezingen. SPÖ-voorzitter Faymann wil ook met de hulp van de oppositiepartijen deze hervormingen doorvoeren, die volgens experts twee miljard euro zullen kosten. De definitieve aanvaarding van de wetten is gepland voor 24 september, vier dagen voor de verkiezingen.

## Partijen die deelnemen aan de verkiezingen
- Sociaaldemocratische Partij (SPÖ, sociaaldemocratisch)
- Oostenrijkse Volkspartij (ÖVP, christendemocratisch)
- Die Grünen - Die Grüne Alternative (GRÜNE, groen)
- Vrijheidspartij van Oostenrijk (FPÖ, nationalistisch)
- Bündnis Zukunft Österreich (BZÖ, nationalistisch-vrijzinnig)
- Liberales Forum (LIF, liberaal)
- Bürgerforum Österreich (FRITZ, christelijk links)
- Communistische Partij van Oostenrijk (KPÖ, communistisch)
- Rettet Österreich (RETTÖ, eurosceptisch)
- Die Christen (DC, conservatief christelijk)

### Per partij

#### Sozialdemokratische Partei Österreichs
De SPÖ zal worden geleid door de huidige minister van Verkeer, Werner Faymann, die in juni 2008 werd gekozen tot de nieuwe leider van de partij. Hij volgde daarmee bondskanselier Alfred Gusenbauer op als partijleider, die veel kritiek kreeg van partijgenoten vanwege het beleid van Gusenbauer. De Oostenrijkse president Heinz Fischer (Ook van de SPÖ) zei dat hij begreep dat er vervroegde verkiezingen nodig zijn, en dat hij open is voor een regering, bestaande uit drie partijen, of een minderheidsregering. Beide opties zullen historisch zijn voor Oostenrijk, en dit wordt gezien als noodzakelijk, om een grote coalitie tussen de SPÖ en de ÖVP te voorkomen.
Op 30 juli maakte de minister van Sociale Zaken Erwin Buchinger bekend dat hij zich niet herkiesbaar zou stellen voor de komende verkiezingen. Hij zei echter wel dat Faymann moest beslissen of hij aan moet blijven als minister van Sociale Zaken. Over het algemeen wordt echter verwacht dat Faymann iemand voor deze post zal kiezen uit de omgeving van de Oostenrijkse vakbonden, vanwege de traditionele sterke banden tussen de vakbonden en de partij.. Op 2 augustus zei Buchinger echter dat hij de politiek niet wilde verlaten, en sloot niet uit dat hij zou aanblijven als minister. Verschillende vakbonden hebben aangegeven dat ze graag een SPÖ-lid willen zien op deze post.
Op 5 augustus schreven enkele kopstukken en aanhangers van de SPÖ een open brief naar de partij, waarin ze kritiek leverden op de koers van de partij onder het leiderschap van Faymann. Faymann verwierp de volgende dag alle kritiek vervolgens.

#### Österreichische Volkspartei
De Oostenrijkse Volkspartij wordt geleid door de huidige minister van Financiën en vice-kanselier Wilhelm Molterer. De ÖVP heeft verklaard dat het zal proberen om een regering te vormen, bestaande uit drie partijen, voordat het zal proberen opnieuw een grote coalitie te vormen met de SPÖ. De partij sluit een coalitie met de FPÖ of de BZÖ niet uit, maar vindt wel dat de coalitiepartner duidelijk een voorstander moet zijn van de Europese Unie. Hiermee kan worden gezegd dat de ÖVP de Groenen als mogelijke coalitiepartner ziet. Voormalige partijleider en oud-bondskanselier Wolfgang Schüssel zei op 1 augustus dat hij tegen een coalitie was met de SPÖ, maar hij vond dat er sprake is van een "andere gedachten" bij de SPÖ. Sommige ÖVP-leden (Vooral uit de deelstaat Vorarlberg) hebben aangegeven dat ze graag een nieuwe ÖVP-FPÖ-coalitie zien. Molterer zei op 5 augustus dat hij niets ziet tegen een coalitie, bestaande uit drie partijen, en hij is ook niet tegen een minderheidsregering.
Aan het begin van de campagne stond Molterer onder grote interne druk; partijleiders van Neder-Oostenrijk (Erwin Pröll), Opper-Oostenrijk (Josef Pühringer) en Stiermarken (Hermann Schützenhöfer) hebben kritiek geuit op het leiderschap van Molterer. Later verklaarden ze dat ze hun verschillen naast zich zullen leggen. In augustus 2008 ging het gerucht de ronde dat Molterer zou worden vervangen door de minister van Landbouw Josef Pröll, als de ÖVP de verkiezingen zal verliezen.
De huidige minister van Economische Zaken Martin Bartenstein verklaarde dat hij niet opnieuw minister zal worden in een regering, die geleid wordt door Faymann. Hiermee geeft hij aan dat hij de voorkeur heeft aan een ÖVP-FPÖ-BZÖ coalitie. Toen Faymann verklaarde dat de SPÖ het ministerie van Buitenlandse Zaken graag wilde hebben, kwam Schüssel in de aanval door kritiek te leveren op de partijlijn van de SPÖ op het gebied van de Europese Unie en het buitenlandse beleid in het algemeen.

#### Die Grünen - Die Grüne Alternative
De Groenen zullen wederom worden geleid door Alexander Van der Bellen. De partij is een voorstander van vervroegde verkiezingen, omdat de huidige regering niets kon doen. De partij heeft een coalitie met de FPÖ uitgesloten en is ook zeer kritisch tegenover een eventuele coalitie met de BZÖ. Politici van de Groenen hebben gezegd dat een coalitie tussen de ÖVP en de Groenen realistisch is, als de ÖVP verandert. Punten waarop de ÖVP moet veranderen volgens de Groenen, is de machtsmisbruik, het bezetten van de belangrijke posities en de distributie van vertrouwelijke informatie. Over het algemeen zijn de groene politici geïnteresseerd in een zwart-groen "experiment", maar een rood-groene coalitie is waarschijnlijker voor de Groenen, vanwege het feit dat deze partijen minder van elkaar verschillen op belangrijke thema's. Wel is de nieuwe positie van de SPÖ tegenover de Europese Unie een probleem voor de Groenen. Verder zijn de Groenen positief tegenover een samenwerking met de Liberalen, en sluit een coalitie met de Bürgerforum Österreich niet uit. Nadat de ÖVP haar campagne had gestart, bekritiseerde Van der Bellen de xenofobische inhoud van een poster van de ÖVP, en verklaarde dat een coalitie tussen de ÖVP en de Groenen erg onwaarschijnlijk is.
De parlementariërs Sabine Mandak en Theresia Haidlmayr hebben besloten niet meer op de kandidatenlijst te staan; volgens Haidlmayr had ze geen kans om geselecteerd te worden door haar partij en dat de partij nu andere belangen heeft. Ook wil de partij volgens haar verse en jonge gezichten zien op de kandidatenlijst. Volgens een andere parlementariër is er geen ruimte op de lijst voor immigranten of gehandicapte personen.
Alle kandidaten van de Groenen zijn gekozen door de leden tijdens partijconventies; tijdens de federale conventie op 7 september 2008 werd bepaald welke personen de lijst mogen aanvoeren, en daarmee ook in het parlement zullen komen. Partijleider Van der Bellen en vice-partijleider Eva Glawischnig werden de nummer één en twee. Voormalige partijleider Pilz dreigde uit de politiek te stappen, als hij niet zou worden gekozen als nummer vier op de lijst. Hij kreeg echter genoeg stemmen achter zich voor een vierde plaats op de lijst.
Op 25 augustus 2008 presenteerde de Groenen haar nieuwe website.

#### Freiheitliche Partei Österreichs
De Vrijheidspartij van Oostenrijk wordt wederom geleid door Heinz-Christian Strache, die een fel tegenstander is van vervroegde verkiezingen en eiste dat de coalitie de administratieve kosten zouden moeten dragen, die gepaard gaan met de vervroegde verkiezingen. De FPÖ heeft geen enkele coalitie uitgesloten, maar is wel van mening dat de ÖVP de partij probeert te "vermoorden", met de SPÖ die vanaf de zijlijn toekijkt. Strache wil met zowel Molterer als Faymann niet samenwerken, en hoopt dat de twee grote partijen veel steun zal verliezen, waardoor er nieuwe partijleiders zouden moeten worden gekozen. De FPÖ wil graag de derde partij van het land weer worden, en sterk genoeg worden om de tweederdemeerderheid, waarover de ÖVP en de SPÖ beschikken sinds 1945, te doen breken. Op 28 augustus 2008 zei Strache dat de FPÖ niet deel uit wil maken van een onstabiele coalitie, bestaande uit drie partijen. Ook wil hij meer dan 15% van de stemmen veroveren. Volgens analisten was deze weigering om deel uit te willen maken van een coalitie, bestaande uit drie partijen, een poging om het Oostenrijkse politieke systeem te destabiliseren .
In september 2008 kwam Strache in het nieuws. Volgens het blad News had Strache een foto bijgewerkt om te verhullen dat hij deelnam aan een paramilitaire oefening. News diende een klacht in tegen Strache wegens verheerlijking van het nationaalsocialisme. Strache kwam in het verleden al in opspraak omdat hij zou dwepen met het neonazisme. In 2006 staken geruchten de kop op dat Strache in het verleden had deelgenomen aan paramilitaire oefeningen met mensen die intussen waren veroordeeld voor neonazistische activiteiten. Strache verdedigde zich dat hij enkel "paintball had gespeeld met mensen die toen nog geen strafblad hadden". Hij gaf bovendien zelf foto's aan de nationale televisiezender ORF om zijn verhaal te staven. Het blad News beweerde dit keer dat Strache een van die foto's had bijgewerkt. De foto die destijds op ORF werd getoond, toonde enkel Straches gezicht, met op de achtergrond eerder onduidelijke silhouetten. De originele foto die News had bemachtigd, toonde Strache volledig in legeruniform, met op de achtergrond mensen die wapens vasthouden. Voorts publiceerde News een foto van de FPÖ-leider met een camouflagebroek, een kaki hemd en een Duitse vlag. Daarnaast stond een foto van een gemaskerde man in dezelfde houding, met een sterk gelijkende lichaamsbouw, die een wapen vasthield.Het blad had een klacht ingediend tegen Strache wegens verheerlijking van het nationaalsocialisme. "Ik verwachtte me hieraan tijdens de verkiezingscampagne. Dit bevestigt dat ik een storende factor ben voor sommige kringen", verdedigde Strache zich in reacties. Strache werd eerder al eens aangeklaagd voor het gerecht door de krant Oesterreich omdat hij op een foto een neonazigroet bracht. Op de foto was te zien hoe hij drie vingers omhoog hield, een alternatief voor de Hitlergroet met gestrekte arm. Het ging om een foto uit Straches studententijd. Hij verdedigde zich door te stellen dat hij op de foto drie pintjes bier bestelde.

#### Bündnis Zukunft Österreich
Op 14 augustus maakte de rechtse Jörg Haider bekend dat hij de lijst van zijn partij BZÖ bij de parlementsverkiezingen zal trekken. Maar hij zei daarnaast dat hij zijn mandaat niet zal opnemen indien hij wordt verkozen. Partijvoorzitter Peter Westenthaler stond zijn positie als lijsttrekker af toen hij werd veroordeeld tot negen maanden voorwaardelijke gevangenisstraf wegens meineed in een proces tegen zijn lijfwacht. Haider is overigens sinds 1999 de gouverneur van de deelstaat Karinthië. De BZÖ komt niet goed uit de peilingen en Haider lijkt te vrezen dat de partij de kiesdrempel van 4 procent niet zal halen. Hoewel Haider de nationale politiek heeft verlaten bleef zijn invloed achter de schermen groot. In 2005 richtte hij de BZÖ op.
Op 30 augustus werd Haider officieel gekozen als de nieuwe leider van de BZÖ.

### Lijsttrekkers

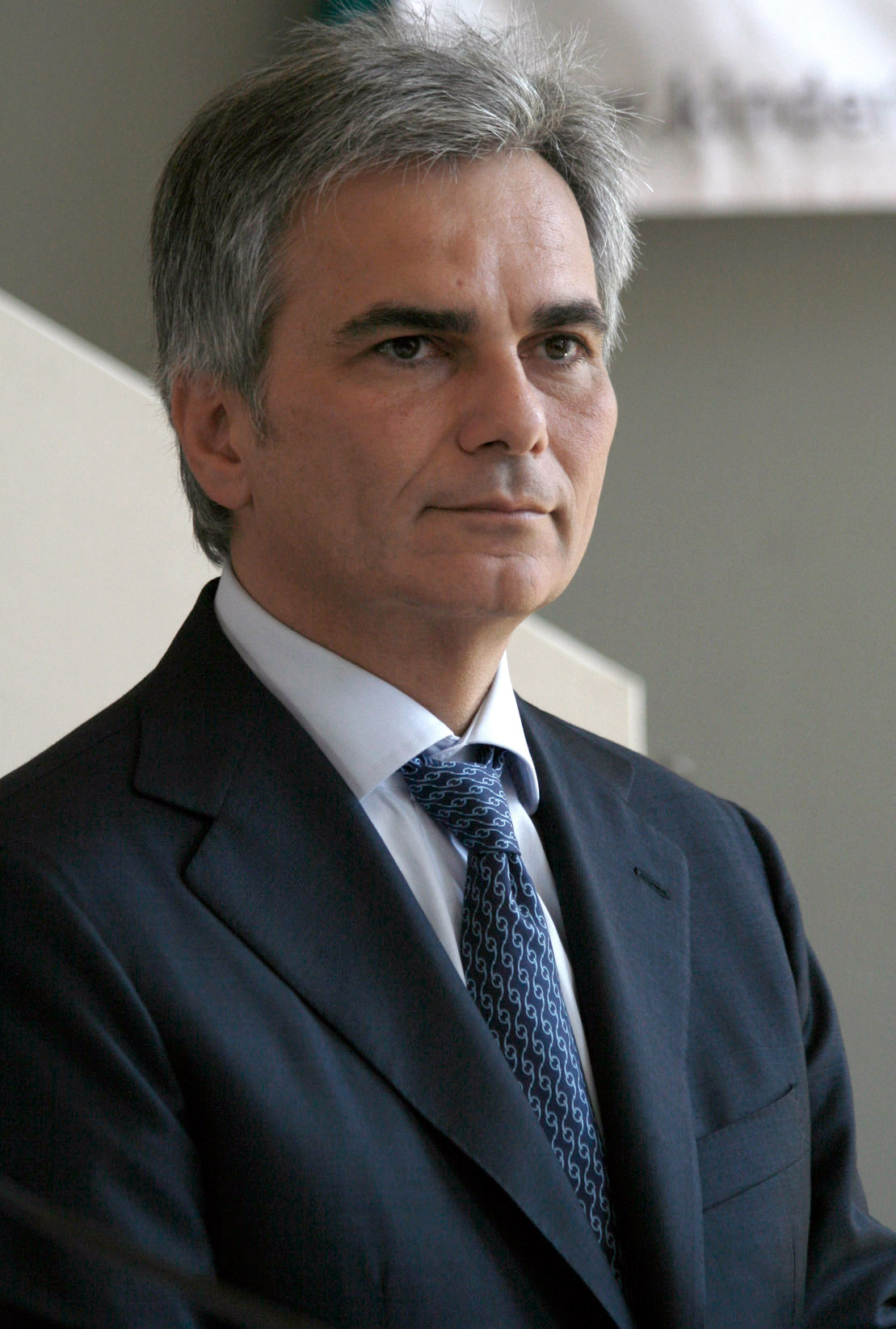
Werner Faymann (SPÖ)
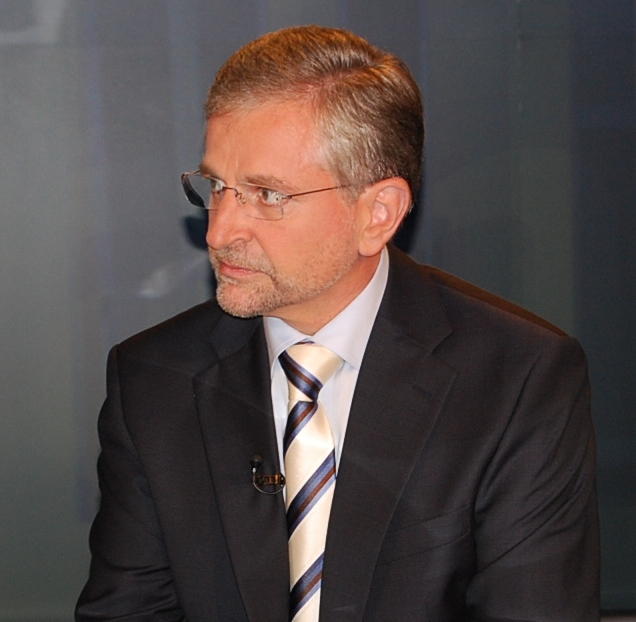
Wilhelm Molterer (ÖVP)
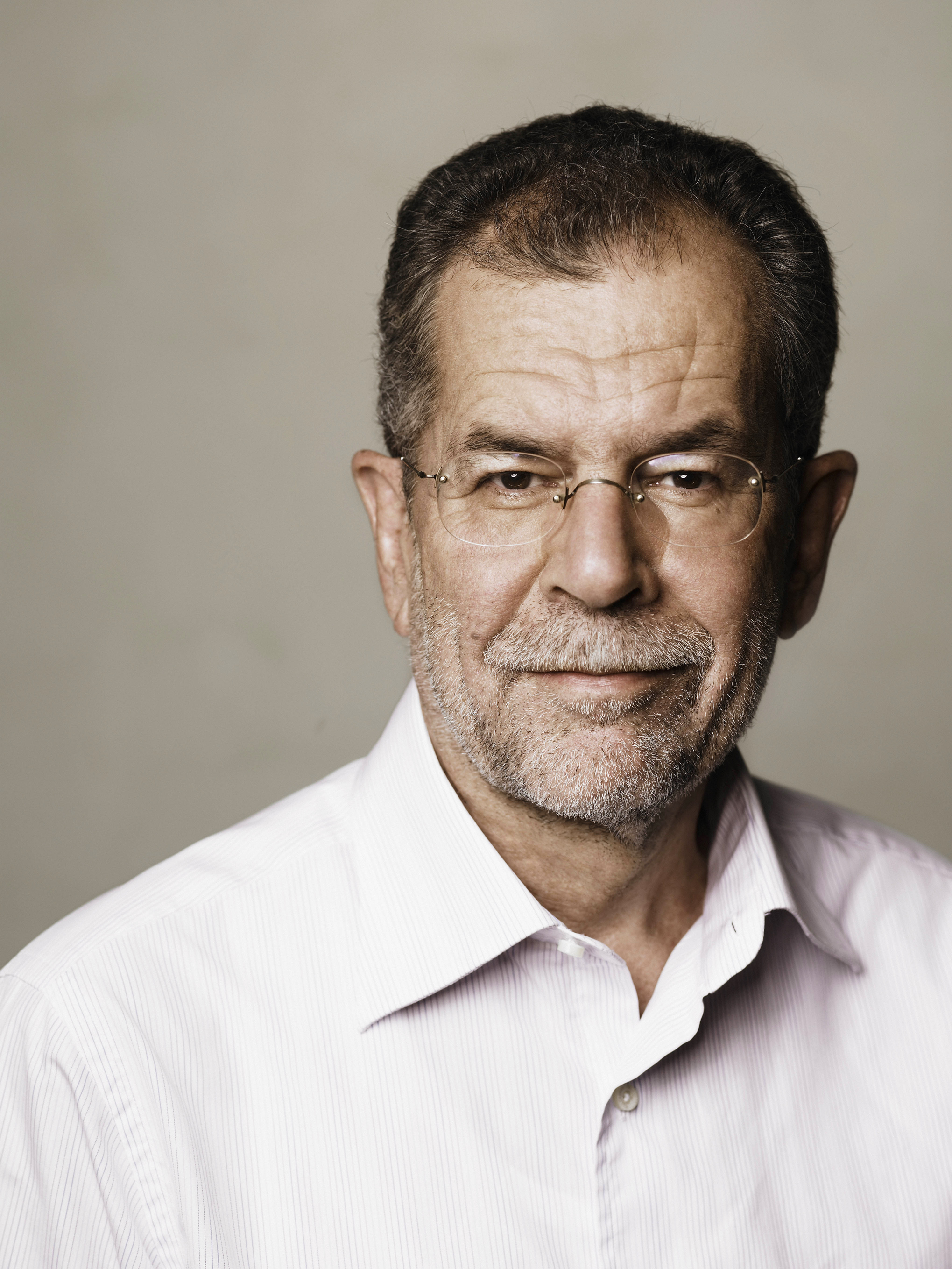
Alexander Van der Bellen (Groenen)
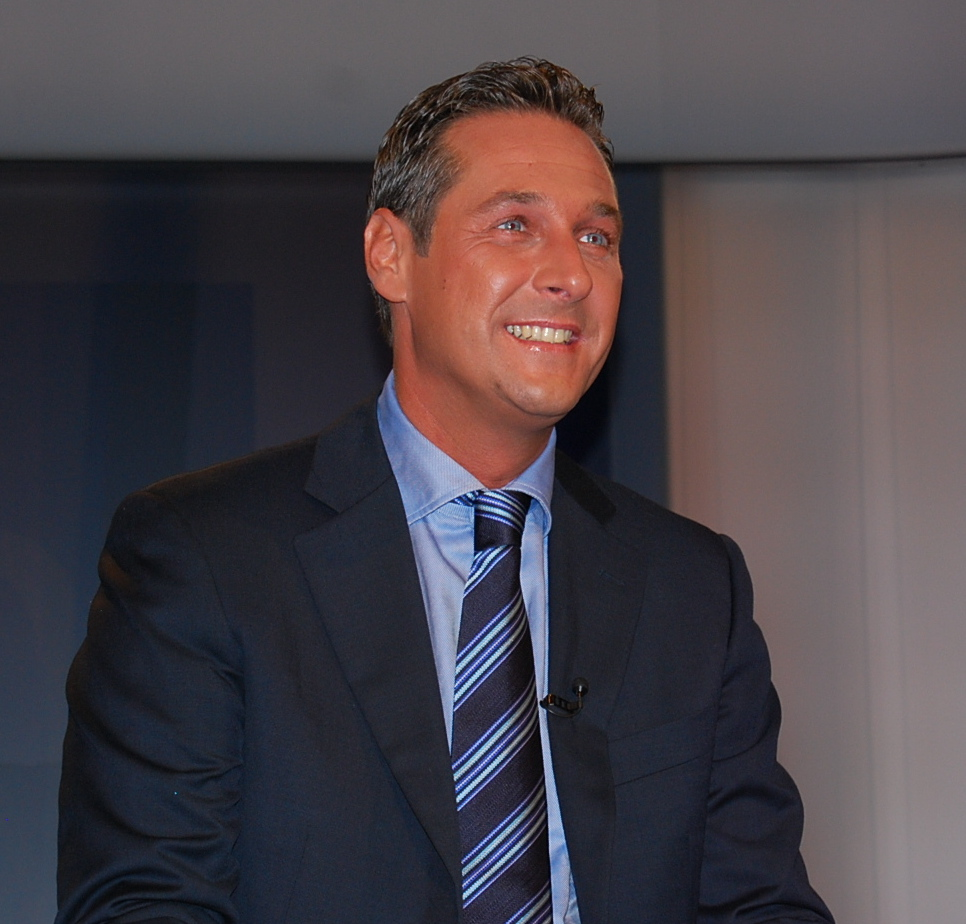
Heinz-Christian Strache (FPÖ)
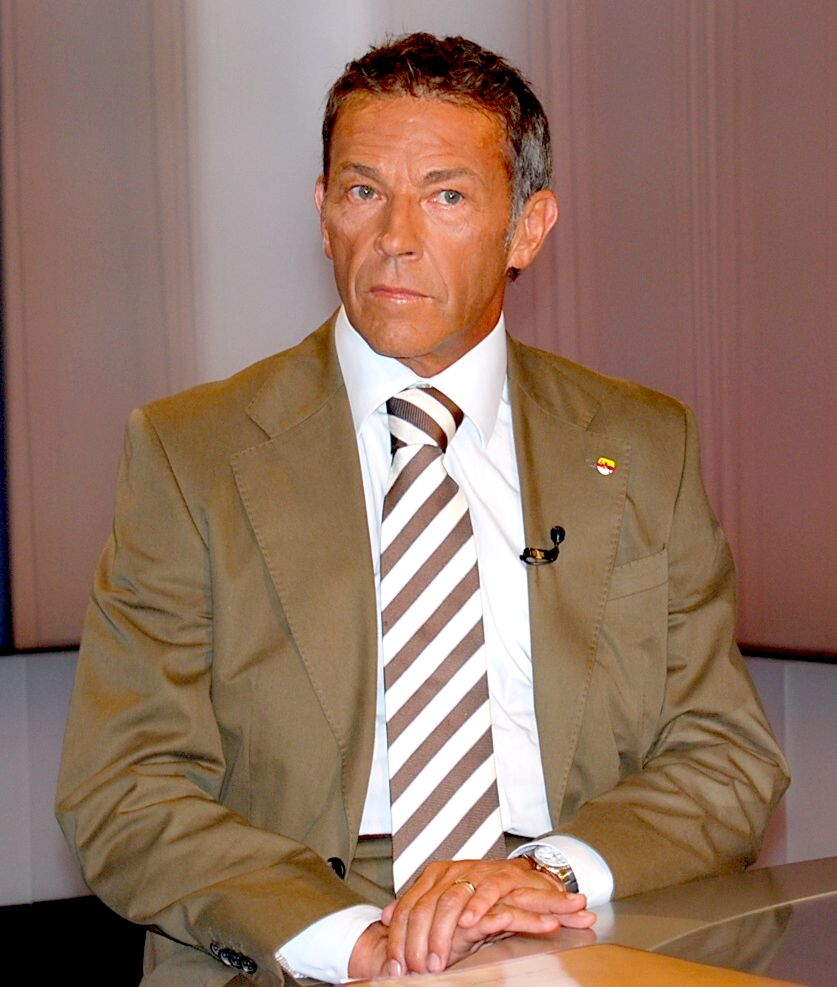
Jörg Haider (BZÖ)
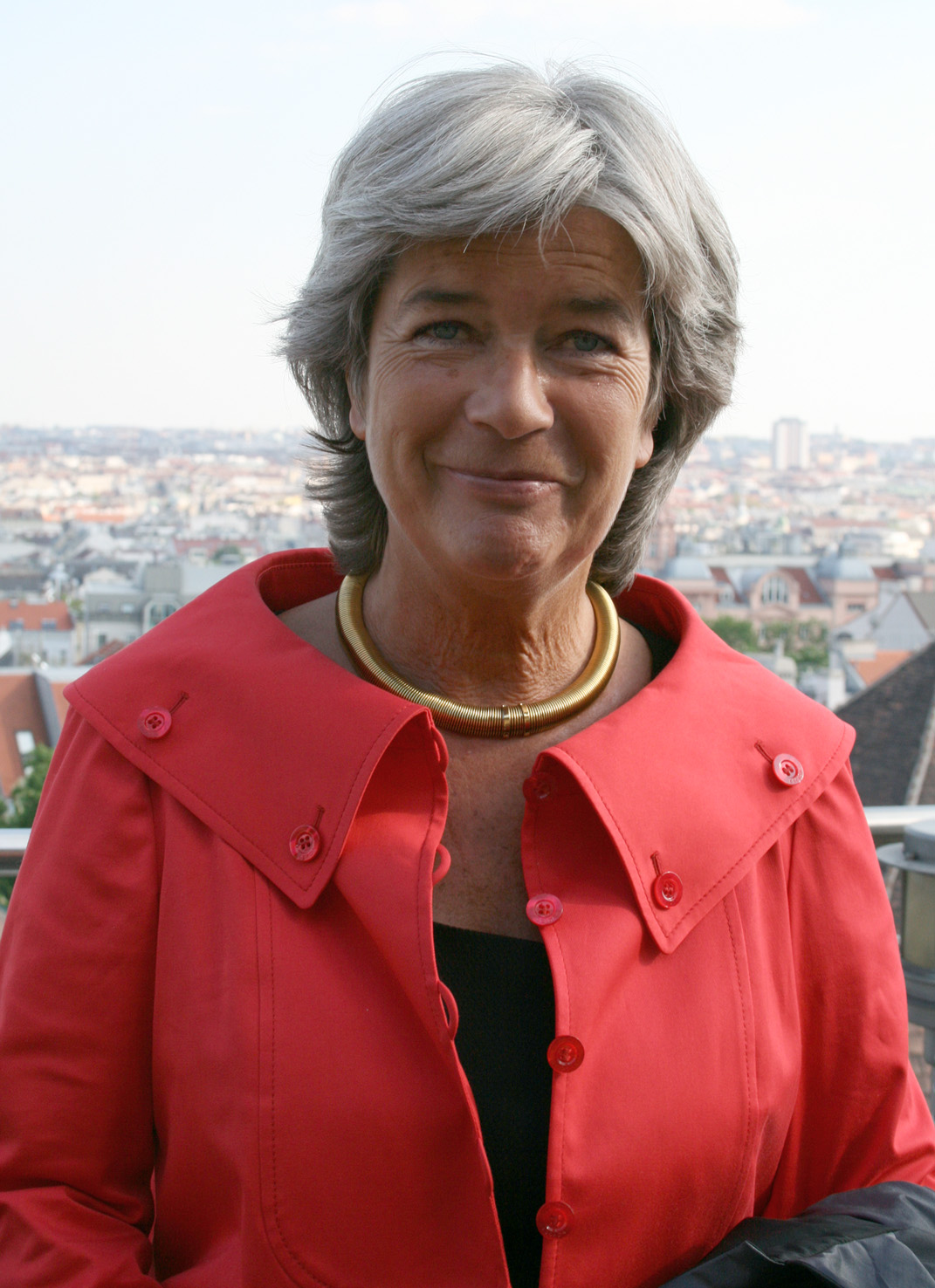
Heide Schmidt (LIF)

### Verkiezingsaffiches
Sozialdemokratische Partei Österreichs
- 1e SPÖ verkiezingsaffiche: "Genoeg gekibbeld." (Genug gestritten.)
- 2e SPÖ verkiezingsaffiche: "Faymann. De nieuwe keuze." (Faymann. Die neue Wahl.)
- 3e SPÖ verkiezingsaffiche:[dode link] "Zorgzaam. Vastbesloten. Betrouwbaar. – Faymann. De nieuwe keuze." (Sozial. Entschlossen. Zuverlässig. – Faymann. Die neue Wahl.)

Österreichische Volkspartei
- 1e ÖVP verkiezingsaffiche: "Een eind aan het controleren van de spaarboeken: Dubbele gezinssubsidies! – voor 24-uur hulp" (Schluss mit Sparbuch-Kontrolle: Pflegeförderung verdoppeln! – für 24-Stunden-Betreuung)
- 2e ÖVP verkiezingsaffiche: "Wie met ons leeft moet onze taal leren. Geen immigratie zonder Duitse lessen. – geen rechten zonder verplichtingen" (Wer bei uns lebt, muss unsere Sprache lernen. Ohne Deutschkurs keine Zuwanderung. – keine Rechte ohne Pflichten)
- 3e ÖVP verkiezingsaffiche: "Gezinnen moeten worden geholpen tegen de inflatie! Dubbele gezinssubsidie in september. – voor iedereen in het onderwijs" (Familien brauchen Hilfe gegen Teuerung! Familien-Beihilfe jeden September doppelt. – für alle in Ausbildung)
- 4e ÖVP verkiezingsaffiche: "Wij beschermen slachtoffers, niet de daders: scherpe wetten tegen kindermishandeling." (Wir schützen Opfer, nicht Täter: Volle Härte bei Kindesmissbrauch.)
- 5e ÖVP verkiezingsaffiche: "Wij zorgen dat prestatie beloond wordt: belastingen omlaag!" (Wir stellen sicher, dass sich Leistung lohnt: Steuern runter!)
- 6e ÖVP verkiezingsaffiche: "Wij geven steun aan de gezinnen: het laatste jaar van kinderopvang wordt gratis." (Wir schaffen Entlastung für Familien: Letztes Kindergartenjahr gratis.)

Die Grünen - Die Grüne Alternative
- 1e Groenen verkiezingsaffiche: "Blokkades? Niet met mij" (blockieren? nicht mit mir)
- 2e Groenen verkiezingsaffiche: "Continu kibbelen? Niet met mij" (dauerstreit? nicht mit mir)
- 3e Groenen verkiezingsaffiche: "Verontrusten? Niet met mij" (aufhetzen? nicht mit mir)
- 4e Groenen verkiezingsaffiche: "Zwichten voor druk? Niet met mij" (umfallen? nicht mit mir)
- 5e Groenen verkiezingsaffiche: "Wanneer, waarom niet nu! – Stookkosten halveren – weg met olie en gas" (wann, wenn nicht jetzt! – heizkosten halbieren – raus aus öl und gas)
- 6e Groenen verkiezingsaffiche: "Wanneer, waarom niet nu! – gelijke kansen, gelijk geld – voorrang voor vrouwen" (wann, wenn nicht jetzt! – gleiche chancen, gleiches geld – vorrang für frauen)
- 7e Groenen verkiezingsaffiche: "Wanneer, waarom niet nu! – bescherm mensenrechten – stop angstaanmakende tactieken" (wann, wenn nicht jetzt! – menschenrechte verteidigen – angstmacher stoppen)
- 8e Groenen verkiezingsaffiche: "Wanneer, waarom niet nu! – belasting voor de rijken – steun de middenklasse" (wann, wenn nicht jetzt! – die reichen besteuern – die mitte entlasten)

Freedom Party of Austria
- 1e FPÖ verkiezingsaffiche: "Sociale veiligheid voor onze mensen – Ze zijn tegen HEM. Want HIJ is jou." (Soziale Sicherheit für unsere Leut' – Sie sind gegen IHN. Weil ER für EUCH ist.)
- 2e FPÖ verkiezingsaffiche: "Inkomen om ermee rond te kunnen komen – Ze zijn tegen HEM. Want HIJ is voor jou." (Einkommen zum Auskommen – Sie sind gegen IHN. Weil ER für EUCH ist.)
- 3e FPÖ verkiezingsaffiche: "Asielfraude betekent terugkeer naar eigen land – WIJ voor JOU – Daarom ⊗ FPÖ HC Strache." (Asylbetrug heißt Heimatflug – WIR für EUCH – Deshalb ⊗ FPÖ HC Strache)<
- 4e FPÖ verkiezingsaffiche: "Vertegenwoordigers van het volk in plaats van Europese verraders – WIJ voor JOU – Daarom ⊗ FPÖ HC Strache." (Volksvertreter statt EU-Verräter – WIR für EUCH – Deshalb ⊗ FPÖ HC Strache)
- 5e FPÖ verkiezingsaffiche: "Dit land heeft de middenklasse nodig – WIJ voor JOU – Daarom ⊗ FPÖ HC Strache." (Heimatland braucht Mittelstand – WIR für EUCH – Deshalb ⊗ FPÖ HC Strache)
- 6e FPÖ verkiezingsaffiche: "Nu gaat het om ONS OOSTENRIJKERS – Daarom ⊗ FPÖ · HC Strache" (Jetzt geht's um UNS ÖSTERREICHER – Deshalb ⊗ FPÖ · HC Strache)
- 7e FPÖ verkiezingsaffiche: "Sociaal in plaats van socialistisch – Nu gaat het om ONS OOSTENRIJKERS – Daarom ⊗ FPÖ · HC Strache" (Sozial statt sozialistisch – Jetzt geht's um UNS ÖSTERREICHER – Deshalb ⊗ FPÖ · HC Strache)

Bündnis Zukunft Österreich
- 1e BZÖ verkiezingsaffiche: "De sociale weg op! Voor jouw belangen. Oostenrijk. – Jörg Haiders Lijst – Het origineel! ⊗" (Den sozialen Weg gehen! Deinetwegen. Österreich. – Liste Jörg Haider – Das Original! ⊗)
- 2e BZÖ verkiezingsaffiche: "Oostenrijk voor de Oostenrijkers! Voor jouw belangen. – Jörg Haiders Lijst – Het origineel! ⊗" (Österreich den Österreichern! Deinetwegen. – Liste Jörg Haider – Das Original! ⊗)
- 3e BZÖ verkiezingsaffiche: "De mouwen opstropen en problemen aanpakken! Voor jouw belangen. Oostenrijk. – Jörg Haiders Lijst – Het origineel! ⊗" (Ärmel aufkrempeln und anpacken! Deinetwegen. Österreich. – Liste Jörg Haider – Das Original! ⊗)

## Peilingen
Volgens peilingen zal geen van beide partijen echter van de breuk profiteren. De vrees bestaat dat de rechts-populistische FPÖ flink zal winnen bij de vervroegde parlementsverkiezingen in september.

### Nationalrat
| Bron          | Datum | SPÖ   | ÖVP   | GRÜNE | FPÖ   | BZÖ | LIF | FRITZ | KPÖ | RETTÖ | DC  | Others | SKÖ | MATIN |
| ------------- | ----- | ----- | ----- | ----- | ----- | --- | --- | ----- | --- | ----- | --- | ------ | --- | ----- |
| OGM           | 21-06 | 33    | 33    | 14    | 16    | 4   | —   | —     | —   | —     | —   | —      | ~   | #     |
| market        | 02-07 | 27    | 33    | 14    | 21    | 3   | —   | —     | —   | —     | —   | 2      | ~   | #     |
| Fessel-GfK    | 08-07 | 28    | 35    | 14    | 20    | 3   | —   | —     | —   | —     | —   | —      | ~   | #     |
| market        | 09-07 | 26    | 33    | 14    | 22    | 4   | —   | —     | —   | —     | —   | 1      | ~   | #     |
| Gallup        | 10-07 | 27    | 32    | 16    | 19    | 4   | —   | —     | —   | —     | —   | 2      | ~   | #     |
| Gallup        | 10-07 | 21    | 23    | 14    | 18    | 5   | 2   | 7     | 2   | —     | —   | 2      | (2) | (4)   |
| Integral      | 12-07 | 28    | 31    | 14    | 16    | 4   | —   | 5     | —   | —     | —   | 2      | ~   | #     |
| OGM           | 13-07 | 30    | 33    | 14    | 18    | 3   | —   | —     | —   | —     | —   | 2      | ~   | #     |
| Gallup        | 17-07 | 24    | 26    | 16    | 19    | 5   | 2   | 6     | —   | —     | —   | —      | ~   | #     |
| Humaninstitut | 17-07 | 25    | 28    | 11    | 19    | 2   | —   | —     | —   | —     | —   | 15     | ~   | #     |
| IMAS          | 19-07 | 24    | 29    | 15    | 20    | 4   | —   | 5     | —   | —     | —   | 3      | ~   | #     |
| Gallup        | 25-07 | 27    | 30    | 16    | 19    | 5   | —   | —     | —   | —     | —   | —      | ~   | #     |
| Gallup        | 25-07 | 25    | 29    | 14    | 15    | 7   | 4   | 6     | —   | —     | —   | —      | ~   | #     |
| OGM           | 29-07 | 25    | 30    | 13    | 17    | 4   | 4   | 5     | —   | —     | —   | 2      | ~   | #     |
| IMAS          | 29-07 | 25    | 29    | 15    | 18    | 6   | —   | —     | —   | —     | —   | —      | ~   | #     |
| Gallup        | 31-07 | 23    | 26    | 15    | 17    | 7   | 5   | 7     | —   | —     | —   | —      | ~   | #     |
| Fessel-GfK    | 04-08 | 25    | 29    | 12–13 | 17–18 | 2–3 | 3–4 | 4–5   | —   | —     | —   | —      | ~   | #     |
| market        | 07-08 | 26    | 29    | 14    | 20    | 3   | 3   | 4     | —   | —     | —   | —      | ~   | #     |
| Gallup        | 08-08 | 26    | 26    | 14    | 19    | 6   | 3   | 6     | —   | —     | —   | —      | ~   | #     |
| Gallup        | 14-08 | 27    | 28    | 15    | 17    | 5   | 3   | 5     | —   | —     | —   | —      | ~   | #     |
| OGM           | 16-08 | 26    | 31    | 13    | 17    | 4   | 4   | 4     | —   | —     | —   | —      | ~   | #     |
| market        | 20-08 | 26    | 27    | 14    | 20    | 5   | 3   | 4     | —   | —     | —   | 1      | ~   | #     |
| IMAS          | 20-08 | 27–29 | 27–29 | 12–14 | 17–19 | 6–8 | —   | —     | —   | —     | —   | 7–9    | ~   | #     |
| Gallup        | 24-08 | 25    | 26    | 15    | 18    | 6   | 4   | 4     | —   | —     | —   | 2      | ~   | #     |
| market        | 27-08 | 28    | 26    | 13    | 20    | 4   | 3   | 3     | —   | —     | —   | 3      | ~   | #     |
| Gallup        | 28-08 | 27    | 26    | 12    | 19    | 5   | 4   | 4     | —   | —     | —   | 3      | ~   | #     |
| IFES          | 29-08 | 26    | 26    | 16    | 15    | 5   | —   | 4     | —   | —     | —   | 8      | ~   | #     |
| IMAS          | 29-08 | 26–28 | 25–27 | 12–14 | 17–19 | 6–8 | 3–4 | 3–4   | 1–2 | 1–2   | 0–1 | —      | ~   | #     |
| Fessel-GfK    | 30-08 | 28    | 26    | 12    | 17    | >4  | 4   | —     | —   | —     | —   | <9     | ~   | #     |
| OGM           | 31-08 | 27    | 28    | 12    | 18    | 6   | 4   | 3     | —   | —     | —   | 2      | ~   | #     |
| market        | 03-09 | 28    | 25    | 12    | 20    | 5   | 3   | 3     | 1   | 1     | —   | 2      | ~   | #     |
| Gallup        | 04-09 | 28    | 27    | 12    | 17    | 6   | 4   | 3     | —   | —     | —   | 3      | ~   | #     |
| OGM           | 06-09 | 29    | 27    | 12    | 17    | 7   | 4   | 2     | —   | —     | —   | 2      | ~   | #     |
| GMK           | 08-09 | 30    | 27    | 11    | 18    | 6   | 3   | 4     | —   | —     | —   | —      | ~   | #     |
| market        | 10-09 | 29    | 27    | 11    | 18    | 7   | 3   | 2     | —   | —     | —   | 3      | ~   | #     |
| Fessel-GfK    | 11-09 | 25.8  | 28.5  | 17    | 12.7  | 6.7 | 2.1 | 1.2   | 3.3 | —     | 1.5 | 1.2    | ~   | #     |
| Gallup        | 12-09 | 28    | 27    | 12    | 16    | 6   | 4   | 3     | —   | —     | —   | 4      | ~   | #     |

### Bondskanselier
| Bron              | Datum | Faymann (SPÖ) | Molterer (ÖVP) | Van der Bellen (Grüne) | Strache (FPÖ) | Haider (BZÖ) | Schmidt (LIF) | Dinkhauser (FRITZ) |
| ----------------- | ----- | ------------- | -------------- | ---------------------- | ------------- | ------------ | ------------- | ------------------ |
| market            | 09-07 | 26            | 29             | —                      | —             | —            | —             | —                  |
| Gallup            | 10-07 | 40            | 31             | —                      | —             | —            | —             | —                  |
| OGM               | 12-07 | 19            | 18             | 10                     | 11            | 3            | —             | —                  |
| Gallup            | 17-07 | 38            | 31             | —                      | —             | —            | —             | —                  |
| Gallup            | 25-07 | 39            | 30             | —                      | —             | —            | —             | —                  |
| Gallup            | 31-07 | 42            | 23             | —                      | —             | —            | —             | —                  |
| Gallup[dode link] | 09-08 | 45            | 26             | —                      | —             | —            | —             | —                  |
| Gallup            | 09-08 | 40            | 27             | —                      | —             | —            | —             | —                  |
| OGM               | 17-08 | 22            | 19             | 12                     | 8             | 6            | —             | —                  |
| Gallup            | 24-08 | 42            | 25             | —                      | —             | —            | —             | —                  |
| market            | 27-08 | 35            | 20             | —                      | —             | —            | —             | —                  |
| Gallup            | 28-08 | 46            | 27             | —                      | —             | —            | —             | —                  |
| OGM               | 31-08 | 21            | 18             | 12                     | 8             | 6            | 2             | 4                  |
| market            | 03-09 | 35            | 21             | —                      | —             | —            | —             | —                  |
| Gallup            | 04-09 | 45            | 28             | —                      | —             | —            | —             | —                  |
| OGM               | 06-09 | 24            | 17             | 12                     | 8             | 8            | 4             | 3                  |
| market            | 10-09 | 35            | 20             | —                      | —             | —            | —             | —                  |
| Gallup            | 12-09 | 47            | 31             | —                      | —             | —            | —             | —                  |

## Uitslagen
Nadat de stemmen werden geteld, bleek dat de rechtse partijen relatief veel stemmen hadden gewonnen. Volgens peilingen bij de uitgang van de stembureaus was de Vrijheidspartij uitgekomen op 18 procent van de stemmen, een winst van 7 procent. De van die partij afgesplitste Alliantie voor de Toekomst van Oostenrijk van Jörg Haider zou drie keer zo groot zijn geworden als twee jaar geleden, met 12 procent van de stemmen. De grootste partij bleef volgens de prognoses de sociaaldemocratische SPÖ, dat 29 procent kreeg, tegen 35 twee jaar geleden. De christendemocratische ÖVP ging omlaag van 34 naar 25 procent, het slechtste resultaat in de partijgeschiedenis. Voor het eerst in de geschiedenis van Europa mochten ook 16- en 17-jarigen hun stem uitbrengen.
"Voor ons is dit bijna een droom", luidde de eerste reactie van de Jörg Haider. Interne strubbelingen leidden ertoe dat Haider in 2005 zijn toenmalige partij FPÖ deed splitsen: hij stichtte een nieuwe partij, het Verbond Toekomst Oostenrijk (BZÖ). Bij de verkiezingen van 2006 viel zowel de 'oude' FPÖ als het nieuwe BZÖ in een zwart gat. Nu halen de twee rechts-populistische partijen samen bijna 30 procent. De 'oude' FPÖ, nu geleid door de extreemrechtse Heinz-Christian Strache, kwam 18 procent van de stemmen. Het BZÖ van Haider steeg opnieuw naar bijna 11 procent. De enig mogelijke tweepartijencoalitie is een heruitgave van de 'grote coalitie', die door de kiezer werd afgestraft. Het geruzie van de voorbije twee jaar heeft ook diepe persoonlijke sporen nagelaten. Toch gingen op de verkiezingsdag al stemmen op het nog eens te proberen, maar deze keer fatsoenlijk. Alle andere opties komen neer op politieke avonturen. Aangezien er slechts vijf partijen in het parlement vertegenwoordigd zijn en twee daarvan rechts-populisten zijn, ligt de vorming van een driepartijencoalitie niet voor de hand. Werner Faymann heeft namens de SPÖ vóór de verkiezingen uitgesloten met de rechts-populisten van FPÖ of BZÖ een coalitie te vormen.
Op de Oostenrijkse televisie zei Faymann al dat hij geen coalitie met de FPÖ wil. ÖVP-leider Molterer noemde de nederlaag volgens persbureau AP "zeer pijnlijk" en "zeer dramatisch". Leider Heinz-Christian Strache van de FPÖ zei zichzelf best als bondskanselier te zien. Eerder streefde hij het ministerschap van binnenlandse zaken na om een volledige stop op immigratie te kunnen zetten. Maar dat hij aan een coalitie deelneemt met de BZÖ van Haider lijkt onwaarschijnlijk. Haider verliet de FPÖ, die hij ooit groot maakte, in 2005. Die ruzie is nog niet bijgelegd.
Op 30 september werd ÖVP-leider Molterer aan de kant gezet, en Josef Pröll, demissionair minister van Land- en Bosbouw en Milieu, benoemd tot de nieuwe leider van de partij. Pröll kreeg van de partijleiding „de vrije hand” om de ÖVP uit de misère te halen. Over andere personele wisselingen aan de top van de partij liet hij zich tijdens een persconferentie na zijn benoeming tot partijleider niet uit. Na het debacle van de verkiezingen werd in de partij ook druk gespeculeerd over de posities van fractieleider en oud-kanselier Wolfgang Schüssel en partijsecretaris Hannes Missethon. Pröll liet zich evenmin uit over de opstelling van de ÖVP in de gestarte besprekingen over de vorming van een nieuwe regering. Die staan onder leiding van SPÖ’er Faymann. Diens voorkeur gaat uit naar hernieuwde samenwerking met de conservatieven.

### Op nationaal niveau
| Partij/Alliantie                                                         | Stemmen   | Percentage '06 | Percentage '08 | Verschil | Zetels '06 | Zetels '08 | Zetelverschil |
| ------------------------------------------------------------------------ | --------- | -------------- | -------------- | -------- | ---------- | ---------- | ------------- |
| SPÖ (Sozialdemokratische Partei Österreichs)                             | 1.316.091 | 35,34          | 29,70          | −5,64    | 68         | 58         | −10           |
| ÖVP (Österreichische Volkspartei)                                        | 1.134.837 | 34,33          | 25,61          | −8,72    | 66         | 50         | −16           |
| FPÖ (Freiheitliche Partei Österreichs)                                   | 797.993   | 11,04          | 18,01          | +6,97    | 21         | 35         | +14           |
| BZÖ (Bündnis Zukunft Österreich)                                         | 486.397   | 4,11           | 10,98          | +6,87    | 7          | 21         | +14           |
| De Groenen (Die Grünen - Die Grüne Alternative)                          | 433.810   | 11,05          | 9,79           | −1,26    | 21         | 19         | −2            |
| Bürgerforum Österreich                                                   | 84.764    |                | 1,91           |          | -          |            |               |
| Communistische Partij van Oostenrijk (Kommunistische Partei Österreichs) | 34.107    | 1,01           | 0,77           | −0,24    | -          |            |               |
| Rettet Österreich                                                        | 32.073    |                | 0,72           |          | -          |            |               |
| Die Christen                                                             | 27.993    |                | 0,63           |          | -          |            |               |
| Totaal                                                                   | 4.430.473 |                |                |          | 183        | 183        |               |

### Per deelstaat
| Staat            | SPÖ   | ÖVP   | GRÜNE | FPÖ   | BZÖ   | LIF  | KPÖ  | RETTÖ | DC   |
| ---------------- | ----- | ----- | ----- | ----- | ----- | ---- | ---- | ----- | ---- |
| Burgenland       | 40,1% | 29,1% | 5,7%  | 16,2% | 5,3%  | 1,1% | 0,4% | 0,5%  | 0,4% |
| Karinthië        | 28,1% | 14,6% | 6,9%  | 7,6%  | 38,5% | 1,5% | 0,5% | 0,7%  | 0,5% |
| Neder-Oostenrijk | 30,4% | 32,2% | 8,1%  | 18,1% | 6,3%  | 1,8% | 0,6% | 0,8%  | 0,5% |
| Salzburg         | 23,8% | 29,1% | 11,8% | 17,7% | 12,2% | 1,6% | 0,5% | 0,8%  | 0,8% |
| Stiermarken      | 29,3% | 26,2% | 8,5%  | 17,3% | 13,2% | 1,6% | 1,2% | 0,7%  | 0,6% |
| Tirol            | 18,0% | 31,1% | 11,1% | 17,0% | 9,7%  | 2,3% | 0,5% | 0,6%  | 0,9% |
| Opper-Oostenrijk | 30,5% | 26,8% | 9,9%  | 19,0% | 9,1%  | 1,3% | 0,6% | 0,9%  | 0,8% |
| Wenen            | 34,8% | 16,7% | 16,0% | 20,4% | 4,7%  | 4,2% | 1,1% | 0,6%  | 0,3% |
| Vorarlberg       | 14,1% | 31,3% | 17,2% | 16,1% | 12,8% | 2,6% | 0,5% | 0,4%  | 1,5% |

### Overzichtskaarten
|  |  |
|  |  |

## Regeringsformatie
Op 8 oktober kreeg Werner Faymann van de Oostenrijkse president Heinz Fischer de taak om een nieuwe regering te vormen. Faymann zal in de eerste plaats een grote coalitie op de been proberen te brengen, met de ÖVP. Faymann toonde zich op de dag van zijn benoeming optimistisch over de slaagkansen om een grote coalitie te vormen. Faymann zei ook nog dat hij geen plan-B in de kast heeft liggen, mochten de gesprekken over de vorming van een grote coalitie mislukken.
De regeringsformatie wordt volgens analisten een moeilijke formatie, aangezien zowel de SPÖ als de ÖVP hun verlies zouden gaan analyseren en een nieuwe koers zouden bepalen voor de partij. Het belangrijkste motief van de Oostenrijkse om op de rechtse partijen te stemmen, was de onvrede over de coalitiepartijen. Het dagblad Der Standard vatte het op als "boze kiezers voor boze partijen".